# Boerhavia crispa
Boerhavia crispa är en underblomsväxtart som beskrevs av F.Heyne och Joseph Dalton Hooker. Boerhavia crispa ingår i släktet Boerhavia och familjen underblomsväxter. Inga underarter finns listade i Catalogue of Life.